# NGC 1473
NGC 1473 est une galaxie irrégulière barrée de type magellanique située dans la constellation de l'Hydre mâle. NGC 1473 a été découverte par l'astronome britannique John Herschel en 1834.

## Caractéristiques
Sa vitesse par rapport au fond diffus cosmologique est de 1 386 ± 10 km/s, ce qui correspond à une distance de Hubble de 20,4 ± 1,4 Mpc (∼66,5 millions d'al).
À ce jour, neuf mesures non basées sur le décalage vers le rouge (redshift) donnent une distance de 17,133 ± 2,258 Mpc (∼55,9 millions d'al), ce qui est à l'intérieur des valeurs de la distance de Hubble. 
La classe de luminosité de NGC 1473 est V-VI et elle présente une large raie HI.

## Groupe de NGC 1511
NGC 1473 fait partie du groupe de NGC 1511. Ce groupe est un trio de galaxies dont l'autre membre est NGC 1511A (PGC 14255).